# Dicerura iridis
Dicerura iridis är en tvåvingeart som först beskrevs av Johann Heinrich Kaltenbach 1873.  Dicerura iridis ingår i släktet Dicerura och familjen gallmyggor.
Artens utbredningsområde är Tyskland. Inga underarter finns listade i Catalogue of Life.